# Чернуско-суль-Навільйо
Чернуско-суль-Навільйо (італ. Cernusco sul Naviglio, Cernüsc міланський діалект) — муніципалітет в Італії, у регіоні Ломбардія, метрополійне місто Мілан.
Чернуско-суль-Навільйо розташоване на відстані близько 480 км на північний захід від Рима, 13 км на північний схід від Мілана.
Населення — 33 009 осіб (2014).
Покровитель — святий Рох.

## Демографія
Населення за роками:

Станом на 1 січня 2023 року в муніципалітеті офіційно проживало 2065 іноземців з 87 країн, серед них 648 громадян країн Євросоюзу та 163 громадяни України.

## Уродженці
- Роберто Тричелла (*1959) — колишній італійський футболіст, захисник.
- Гаетано Ширеа (*1953 — †1989) — відомий у минулому італійський футболіст, захисник.

## Сусідні муніципалітети
- Бругеріо
- Буссеро
- Каругате
- Кассіна-де'-Пеккі
- Колоньо-Монцезе
- Пьольтелло
- Родано
- Віньяте
- Вімодроне